# Ajsel Kujović
Ajsel Kujović (Bijelo Polje, 1º marzo 1986) è un ex calciatore svedese di origine montenegrina, di ruolo attaccante.
È fratello maggiore di Emir Kujović, anch'egli calciatore di professione ed attaccante di ruolo.